# Centropogon australis
Centropogon australis és una espècie de peix pertanyent a la família dels tetrarògids i a l'ordre dels escorpeniformes.

## Etimologia
Centropogon deriva dels mots grecs κέντρον (kéntron, fibló) i pogon (barba), mentre que l'epitet llatí australis (austral) fa referència al seu lloc de procedència meridional o australià.

## Descripció
Fa 15 cm de llargària màxima. 15-16 espines i 7-9 radis tous a l'única aleta dorsal. 3 espines i 5 radis tous a l'anal. 26-27 vèrtebres. Presència d'una gran espina horitzontal sota l'ull. Origen de l'aleta dorsal just darrere de la vora posterior dels ulls. 16 espines dorsals verinoses (les quals causen sovint picades doloroses als pescadors i poden ser alleujades mitjançant la immersió en aigua calenta). Línia lateral contínua. Aletes pectorals amb cap espina i 14-14 radis tous. 1 espina i 5-5 radis tous a les aletes pelvianes.

## Alimentació i depredadors
El seu nivell tròfic és de 3,39. És depredat per Sillago analis.

## Hàbitat i distribució geogràfica
És un peix marí i d'aigües salabroses, associat als esculls (entre 1 i 30 m de fondària) i de clima subtropical (25°S-38°S), el qual viu al Pacífic occidental: les praderies marines dels estuaris, badies costaneres i esculls costaners poblats per esponges d'Austràlia (des del sud de Queensland fins a Nova Gal·les del Sud i l'est de Victòria).

## Observacions
És verinós per als humans, el seu índex de vulnerabilitat és moderat (35 de 100), no té cap mena d'importància comercial (tot i que sovint és capturat per les xarxes d'arrossegament) i acostuma a descansar sobre el fons del mar en grups nombrosos.